# Иов Угольский
Архимандрит Иов (в миру Иван Георгиевич Кундря; 18 мая 1902, село Иза под Хустом — 28 июля 1985) — архимандрит Русской православной церкви. Местночтимый святой Хустской епархии.

## Биография
Родился 18 мая 1902 года в селе Иза под Хустом в Закарпатье в многодетной семье Георгия Кундри и Анны Мадяр. В родном селе Иван окончил восемь классов народной школы, а в 1920 году — хозяйственные курсы.
В 1924—1925 годах (Закарпатье с 1920 года стало территорией Чехословакии) Иван Кундря служил в чехословацкой армии в Михайловцах (Словакия).
После окончания военной службы дважды пешком ходил на Афон, но в Пантелеимонов монастырь его, как не имевшего должных документов, не приняли.
В то время в селе уже действовал Николаевский мужской монастырь. Там Иван в 1928 году окончил пастырско-богословские курсы.
В 1930 году Иван, его старший брат иеромонах Пантелеимон, Василий Орос и другие, продав свои земельные участки в Изе, купили в Городилове землю под скит, посвятив его Святой Троице. Из Пантелеимонова монастыря на Афоне в дар новообразованной обители была прислана частица мощей святого великомученика Димитрия Солунского.
Первым настоятелем обители стал архимандрит Алексий (Кабалюк). 22 декабря 1938 года он постригает Ивана Кундрю в монахи с именем Иов.
В 1939 году после оккупации Подкарпатской Руси Венгрией отец Иов решает эмигрировать в Россию. В 1940 году он по надуманному обвинению был арестован советскими властями и осужден как шпион на 25 лет лагерей.
В 1942 году тюремное заключение было заменено отправкой на фронт. Как гражданин Чехословацкой республики, он служил в чехословацкой добровольческой бригаде генерала Людвика Свободы, в артиллерии. А после войны некоторое время отец Иов охранял Чехословацкое посольство в Москве.
В 1945 году отец Иов вернулся в родную обитель и 16 ноября 1945 года был рукоположен в иеродиаконы, а 7 апреля 1946 года в сан иеромонаха.
На монастырском собрании братия избрала отца Иова настоятелем. В 1947 года настоятель обители отец Иов был возведен в сан игумена.
В 1950 году архиепископ Львовский, Тернопольский и Мукачево-Ужгородский Макарий (Оксиюк) возлагает на старца обязанность быть духовником не только для Городиловского скита, но и для Мукачевского монастыря, который незадолго перед этим вернули православным.
При епископе Варлааме (Борисевиче) в Мукачево-Ужгородской епархии начинается планомерное наступление на права монастырей и скитов. Отец Иов выступил против этой политики, даже подписался под коллективным письмом-жалобой к Святейшему Патриарху Московскому и всея Руси Алексию I на епископа Варлаама с прошением сместить его. После этого случая епархиальное начальство лишило игумена Иова настоятельства, а вскоре был закрыт и скит.
В 1958—1959 годах отец Иов подвизался в Николаевском монастыре в селе Иза, потом в Спасо-Преображенской обители в селе Теребля Тячевского района, настоятелем которого был некоторое время. Но вскоре и эти монастыри закрыли.
В начале 1960-х он был настоятелем храма в селе Угля Тячевского района, затем — в селе Монастырец Хустского района.
С 1962 года и до своей кончины 28 июля 1985 года старец настоятельствовал в храме святого Димитрия Солунского в селе Малая Уголька Тячевского района.
28 июля 1985 года архимандрит Иов мирно почил о Господе. Похороны состоялись 31 июля. Отпевал усопшего архимандрит Ефрем (Молнар).
20 ноября 1991 года прокурор А. Бондаренко внес протест в Закарпатский областной суд. В документе указывалось, что «Постановления особого совещания в отношении Кундри и других подлежат отмене в связи с отсутствием в их действиях состава преступления». Решением Закарпатского областного суда от 6 февраля 1992 г. о. Иов был реабилитирован посмертно.

## Канонизация
В марте 2008 года комиссия по канонизации святых рассмотрела материалы о прославлении архимандрита Иова.
Когда открыли его могилу, на всю округу разнесся запах мирра и ладана. Тело монаха только ссохлось. Хорошо сохранились одежда, риза, икона с надписью, Евангелие. Деревянный гроб только немного сгнил.
Обретённые мощи передали храму святого Димитрия Солунского в селе Малая Уголька.
8 мая 2008 года в Успенской Киево-Печерской лавре под председательством митрополита Киевского и всея Украины Владимира (Сабодана) состоялось очередное заседание Священного Синода Украинской Православной Церкви Московского Патриархата. Синод причислил архимандрита Иова к лику местночтимых святых Хустской епархии. Память преподобного Иова Угольского празднуется 15/28 июня.